# Faye-la-Vineuse
Faye-la-Vineuse település Franciaországban, Indre-et-Loire megyében. Lakosainak száma 272 fő (2022. január 1.). Faye-la-Vineuse Braye-sous-Faye, Jaulnay, Razines, Saint-Christophe és Sérigny községekkel határos.

## Népesség
A település népességének változása:
| Lakosok száma | 597  | 409  | 343  | 313  | 284  | 265  | 253  | 253  | 259  | 272  |
|               | 1968 | 1982 | 1990 | 2006 | 2013 | 2015 | 2017 | 2019 | 2020 | 2022 |